# Pontus Zetterman
Pontus Zetterman (* 11. Januar 1994 in Göteborg) ist ein schwedischer Handballspieler.

## Vereinskarriere
Zetterman begann das Handballspielen beim schwedischen Verein Bjurslätts IF. Im Alter von 15 Jahren wechselte der Linkshänder zu Redbergslids IK, für den er später sein Debüt in der Handbollsligan gab. Nachdem der Rückraumspieler nur wenige Spielanteile erhalten hatte, wechselte er im Jahre 2014 zum Ligakonkurrenten HK Drott. In der Saison 2014/15 wurde er mit 192 Treffern Torschützenkönig der Handbollsligan. Im Februar 2016 wechselte Zetterman zum deutschen Verein TuS N-Lübbecke, für den er in der Bundesliga auflief. Im Jahr 2018 wechselte Zetterman zum HSC 2000 Coburg. Ab dem Sommer 2021 stand er beim Schweizer Verein BSV Bern unter Vertrag. Seit der Saison 2023/24 steht er beim schwedischen Verein Önnereds HK unter Vertrag.
Zetterman lief für die schwedische Jugend- und Juniorenauswahl auf. Bei der U-18-Europameisterschaft 2012 und bei der U-20-Europameisterschaft 2014 gewann er die Silbermedaille. Zusätzlich wurde er bei der U-18-EM 2012 zum MVP gekürt.